# Abdij van Elchingen

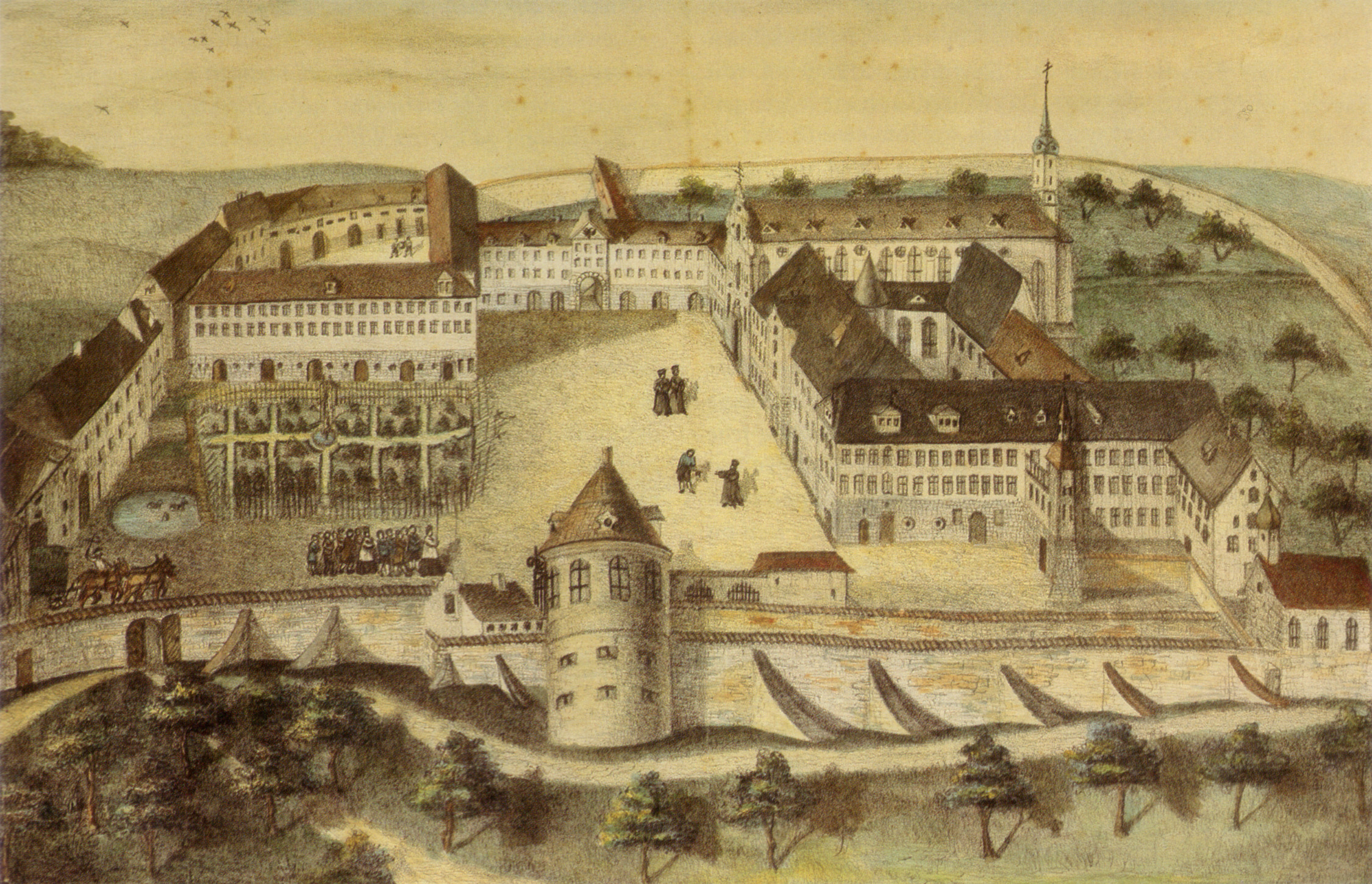
Elchingen in de 18e eeuw

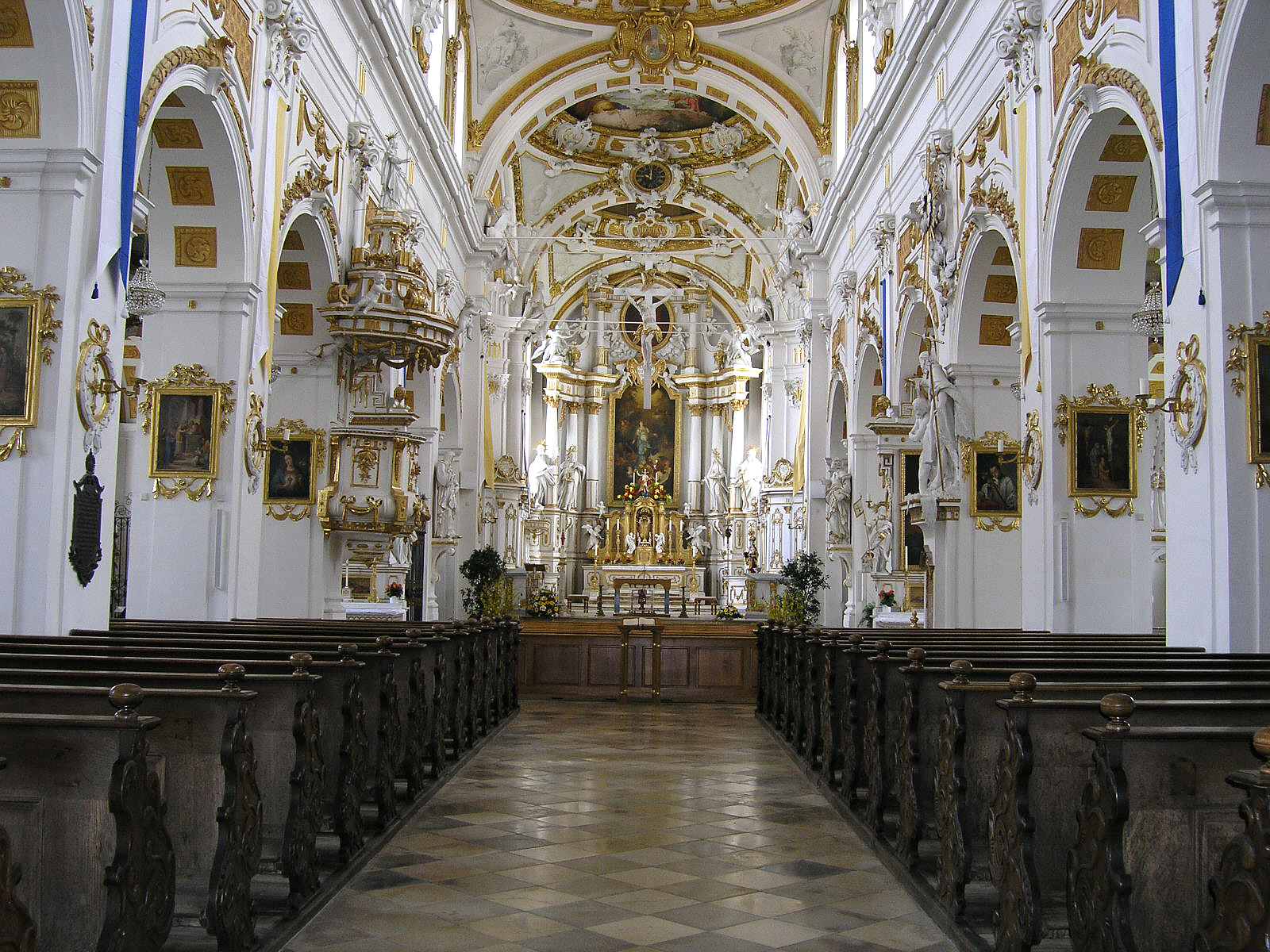
De kloosterkerk

De Abdij van Elchingen was een tot de Zwabische Kreits behorende abdij binnen het Heilige Roomse Rijk.
Kort na 1100 stichtte graaf Albert van Ravenstein met zijn echtgenote Bertha op de grond van de burcht Elchingen bij Neu-Ulm een benedictijnerklooster. 
In 1225 wordt het klooster van de paus gesteld. De voogdij over het klooster op de linkeroever van de Donau komt aan de rijksstad Ulm en op de rechteroever aan het markgraafschap Burgau. 
In 1484/95 wordt het klooster tot vrij rijkssticht verheven. 
Artikel 2 van de Reichsdeputationshauptschluss van 25 februari 1803 wijst de abdij aan het keurvorstendom Beieren toe.
Bij de afstand in 1810 van het Ulmer gebied door het koninkrijk Beieren aan het koninkrijk Württemberg valt het noordelijk deel van het voormalige kloostergebied met Tomerdingen ook aan Württemberg.

## Gebied
- hoofdambt Elchingen
- pleegambten Fahlheim, Stoffenried en Tomerdingen.